# Besleria melancholica
Besleria melancholica är en tvåhjärtbladig växtart som först beskrevs av Vell., och fick sitt nu gällande namn av Conrad Vernon Morton. Besleria melancholica ingår i släktet Besleria och familjen Gesneriaceae. Inga underarter finns listade i Catalogue of Life.